# ATP Genova 1990
L'ATP Genova 1990, noto come IP Cup per motivi di sponsorizzazione, è stato un torneo professionistico maschile di tennis giocato sulla terra rossa. È stata la 10ª edizione del torneo – la prima inserita nel neonato ATP Tour – era della categoria ATP World Series e si è svolta nell'ambito dell'ATP Tour 1990. Si è giocato dal 18 al 24 giugno 1990 al Circolo di Tennis di Valletta Cambiaso a Genova, in Italia.
È stata la prima edizione di questo torneo giocata a Genova, le edizioni precedenti si erano svolte a Bari sotto l'egida del Grand Prix.

## Campioni

### Singolare
Ronald Agénor ha battuto in finale  Tarik Benhabiles con il punteggio di 3–6, 6–4, 6–3

### Doppio
Tomás Carbonell /  Udo Riglewski hanno battuto in finale  Cristiano Caratti/  Federico Mordegan con il punteggio di 7–6, 7–6